# Cublize
Cublize este o comună în departamentul Rhône din sud-estul Franței. În 2009 avea o populație de 1.242 de locuitori.

## Evoluția populației
| An        | 1975 | 1982 | 1990 | 1999  | 2006  | 2009  |
| --------- | ---- | ---- | ---- | ----- | ----- | ----- |
| Populație | 928  | 948  | 984  | 1.047 | 1.184 | 1.242 |